# 주브뤼셀 홍콩 경제무역대표부
주브뤼셀 홍콩 경제무역대표부(중국어: 香港駐布魯塞爾經濟貿易辦事處, 영어: Hong Kong Economic and Trade Office (Brussels), 준말: HKETO (Brussels), 프랑스어: Bureau économique et commercial de Hong Kong à Bruxelles)는 중화인민공화국 홍콩 특별행정구 정부가 벨기에 브뤼셀에 설치한 홍콩 경제무역대표부이다.
영국령 홍콩 시대였던 1965년에 설립되었다. 유럽 연합과 유럽 15개국에서 홍콩 특별행정구 정부를 대표하는 기구이며 벨기에, 불가리아, 크로아티아, 키프로스, 프랑스, 그리스, 아일랜드, 이탈리아, 룩셈부르크, 몰타, 네덜란드, 포르투갈, 루마니아, 스페인, 튀르키예와 홍콩 간의 관계를 담당한다. 대표부의 기관장은 "주유럽 연합 홍콩 특별 대표"(중국어: 香港駐歐洲聯盟特派代表, 영어: Special Representative for Hong Kong Economic and Trade Affairs to the European Union)라고 부른다.
대표부는 홍콩과의 양자 무역 및 투자를 촉진하고 비즈니스 공동체 및 홍보 기관에 홍콩의 중요한 발전 사항을 알린다. 또한 관련 국가의 조직과 공식 방문, 세미나 및 연락 이벤트를 조직하고 홍콩 및 중국 대륙에서 비즈니스 기회를 찾는 이들 국가의 투자자를 지원하는 허브 역할을 한다. 대표부는 경제, 무역, 투자, 관광 및 문화 교류와 같은 다양한 분야에서 유럽과 홍콩 간의 상호 협력을 촉진한다. 또한 유럽 기업이 홍콩에 투자하고 비즈니스를 수행하는 데 도움을 준다. 그 외의 유럽 국가는 주런던 홍콩 경제무역대표부, 주베를린 홍콩 경제무역대표부에서 관할한다.

## 역대 대표
1. 웡호우윈 (중국어: 黃灝玄, 임기: 1997년 ~ 2000년)
2. 딕선인 (중국어: 翟信賢, 임기: 2001년 ~ 2004년)
3. 웡호우윈 (중국어: 黃灝玄, 임기: 2004년 ~ 2005년)
4. 덩컨 페스코드 (중국어: 栢志高, 영어: Duncan Pescod, 임기: 2006년 ~ 2008년)
5. 자우숙징 (중국어: 周淑貞, 임기: 2008년 ~ 2012년)
6. 라이와이밍 (중국어: 黎蕙明, 임기: 2012년 ~ 2015년)
7. 람슛라이 (중국어: 林雪麗, 임기: 2015년 ~ 2019년)
8. 정궉초이 (중국어: 張國財, 임기: 2019년 ~ 현재)

## 같이 보기
- 홍콩 경제무역대표부